# ブレレン県

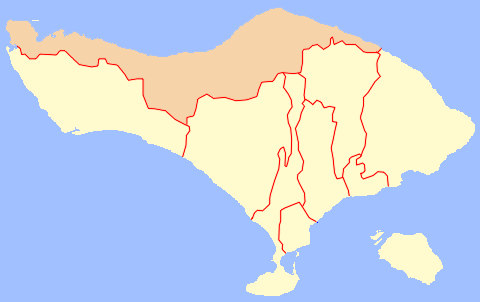
ブレレン県の位置

ブレレン県 (ブレレンけん、Kabupaten Buleleng) は、インドネシア共和国バリ州北部の県（第二級地方自治体=Daerah Tingkat II）。バリ島の北海岸に沿って細長く東西に伸びる。バリ島の北斜面のほとんどを占め、一部南斜面上流地域を含む。県都はシガラジャ（ブレレン郡）。北部の中心都市である港町シガラジャ、交通の要地クブタンバハン（クブタンバハン郡）、ビーチリゾート地として知られるロヴィナ・ビーチ（ブレレン郡、バンジャル郡）、山岳地帯のブヤン湖、タンブリガン湖、ギギッ滝（スカサダ郡）を擁する。
- 面積：1,365.88 km²
- 人口：577,644 人

## 隣接県
西から
- ジュンブラナ県（南）
- タバナン県（南）
- バドゥン県（南）
- バンリ県（南）
- カランガスム県（東）

## 地域
9つの郡 (Kecamatan) に分かれる。
- ゲロガッ郡
- スリリッ郡
- ブスンビウ郡
- バンジャル郡
- スカサダ郡
- ブレレン郡
- サイナン郡
- クブタンバアン郡
- テジャクラ郡